# Schieß-Europameisterschaften 300 Meter 1977
Die 2. ISSF Schieß-Europameisterschaften 300 Meter 1977, fanden vom 9. bis 11. September 1977 in Winterthur, Schweiz für die Disziplin Gewehr auf die 300-Meter-Distanz statt.

## Ergebnisse
| Wettbewerb                                 | Gold                                                           | Gold | Silber                                                         | Silber | Bronze                                 | Bronze |
| ------------------------------------------ | -------------------------------------------------------------- | ---- | -------------------------------------------------------------- | ------ | -------------------------------------- | ------ |
| 300 m Gewehr Dreistellungskampf            | Gennadi Lushikov                                               | 1147 | Wiktor Wlassow                                                 | 1140   | Malcolm Cooper                         | 1140   |
| 300 m Gewehr Dreistellungskampf Mannschaft | SowjetunionGennadi Lushikov Wiktor Wlassow ?                   | -    | SchweizHürzeler Charles Jermann ?                              | -      | FinnlandJuhani Laakso ?                | -      |
| 300 m Standardgewehr                       | Gennadi Lushikov                                               | 566  | Tore Hartz                                                     | 563    | Viktor Nikolaev                        | 563    |
| 300 m Standardgewehr Mannschaft            | SowjetunionGennadi Lushikov Wiktor Wlassow Evgeni Holostchanov | -    | Schweiz?                                                       | -      | NorwegenTore Hartz ?                   | -      |
| 300 m Gewehr kniend                        | Charles Jermann                                                | 383  | Tore Hartz                                                     | 383    | Evgeni Holostchanov                    | 380    |
| 300 m Gewehr kniend Mannschaft             | SowjetunionGennadi Lushikov Wiktor Wlassow Evgeni Holostchanov | -    | NorwegenTore Hartz ?                                           | -      | SchweizCharles Jermann Max Huerzeler ? | -      |
| 300 m Gewehr stehend                       | Malcolm Cooper                                                 | 379  | Gennadi Lushikov                                               | 375    | Wiktor Wlassow                         | 371    |
| 300 m Gewehr stehend Mannschaft            | SowjetunionGennadi Lushikov Wiktor Wlassow Evgeni Holostchanov | -    | SchwedenStefan Thynell Sven Johansson ?                        | -      | SchweizCharles Jermann Max Huerzeler ? | -      |
| 300 m Gewehr liegend                       | Eugeniusz Pędzisz                                              | 396  | Gennadi Lushikov                                               | 396    | Juhani Laakso                          | 396    |
| 300 m Gewehr liegend Mannschaft            | SchweizCharles Jermann Max Huerzeler Walter Inderbitzin        | -    | SowjetunionGennadi Lushikov Wiktor Wlassow Evgeni Holostchanov | -      | FinnlandJuhani Laakso ?                | -      |

## Medaillenspiegel
| Platz  | Land                   | Gold | Silber | Bronze | Gesamt |
| ------ | ---------------------- | ---- | ------ | ------ | ------ |
| 01     | Sowjetunion            | 6    | 4      | 3      | 13     |
| 02     | Schweiz                | 2    | 2      | 2      | 6      |
| 03     | Vereinigtes Königreich | 1    | —      | 1      | 2      |
| 04     | Polen                  | 1    | —      | —      | 1      |
| 05     | Norwegen               | —    | 3      | 1      | 4      |
| 06     | Schweden               | —    | 1      | —      | 1      |
| 07     | Finnland               | —    | —      | 3      | 3      |
| Gesamt | Gesamt                 | 10   | 10     | 10     | 30     |